# Touch of Grey
Touch of Grey ist eine Single der US-amerikanischen Westküsten-Rock- und Folkrock-Band Grateful Dead aus dem Jahr 1987.

## Geschichte
Die Single stammt von dem Erfolgsalbum In the Dark aus dem Jahr 1987 und wurde unter simulierten Livebedingungen im Marin County Veterans Auditorium aufgenommen. Anschließend wurde der Song im Studio Club Front abgemischt. Sowohl das Auditorium als auch das Studio befinden sich in San Rafael, Kalifornien.
Obgleich das Lied erst 1987 auf Tonträger veröffentlicht wurde, wurde der Song schon seit 1982 auf Konzerten gespielt. Erstmals wurde das Lied am 15. September 1982 bei einem Konzert im Capital Centre in Landover, Maryland, aufgeführt. Seitdem gehörte der Song zum Liverepertoire und zu den Publikumslieblingen. Im Jahr 1983 wurde das Lied beispielsweise bei 66 offiziellen Shows einundzwanzig Mal gespielt. Von der kompletten Band wurde das Lied letztmals am 9. Juli 1995 im Soldier Field in Chicago gespielt. Dies war zugleich auch das letzte Konzert der Band unter dem Namen Grateful Dead, da Jerry Garcia am 9. August des Jahres verstarb.

Ursprünglich war der Song eine Idee von Robert Hunter für ein eigenes Album, welches jedoch nie realisiert wurde, stattdessen wurde der Song von Grateful Dead verwendet. Hunter selber erklärte am 8. Januar 2006 in seinem Online-Journal die Idee zu Touch of Grey auf diese Weise: 

„Flipping through a green hardbound 1980 notebook I come upon a run of pages in which I discover "Touch of Grey" - dozens of verses that gradually fall away until the familiar ones emerge. As I read, I'm not otherwise than the person who wrote it down. It's the blear light of dawn after being up all night. I sit at the kitchen table in a 16th Century house in rural England, turning what I feel into images, awash in that writing trance in which I spent, and spend, so much of my life; a place that doesn't have much relationship to the nominal time stream. If I could slip back physically and change anything, perhaps I'd rip out those pages. No getting the genie back in the bottle.“

Touch of Grey war die erfolgreichste Single der Band, die u. a. in den Mainstream Rock Tracks den ersten Platz und bei den Billboard Hot 100 den neunten Platz erreichte. Ohnehin gehört das zugehörige Album In the Dark zu den erfolgreichsten der Band mit Multi-Platinum.

## Aufnahmen des Songs
Der Song wurde auf verschiedenen Alben der Band Grateful Dead verwendet. Daneben bedienten sich auch Phil Lesh und Bob Weir des Songs, u. a. für die Bands bzw. Projekte Phil Lesh & Friends oder Ratdog. Zu den weiteren Musikern, die den Song verwendeten, gehörten beispielsweise The Mighty Diamonds, Tom Russell, Dark Star Orchestra und Joe Craven.

## Musikclip
Touch of Grey war der erste Song der Band, zu dem sie einen Musikclip produzierten, der dann auch regelmäßig u. a. von MTV und dessen Tochtersender VH1 gespielt wurde. Der Grund war, dass sie den Song besser promoten wollten. Für das Video engagierten sie Gary Gutierrez, der schon zuvor für die Animation von The Grateful Dead Movie zuständig war. Der Clip zeigt die Band live auf einer Bühne, wobei jedoch die Bandmitglieder überwiegend als Skelettmarionetten dargestellt werden, die jeweils die typischen Merkmale der Musiker haben. 
Im Jahr 1987 kam eine Dokumentation namens Dead Ringers: The Making of Touch of Grey über den Dreh heraus. Der Sohn von Bill Kreutzmann, Justin Kreutzmann, war der Regisseur des Filmes.

## Erfolge
Billboard Charts
| Jahr | Single          | Chart                  | Position |
| ---- | --------------- | ---------------------- | -------- |
| 1987 | "Touch of Grey" | Mainstream Rock Tracks | 1        |
| 1987 | "Touch of Grey" | The Billboard Hot 100  | 9        |
| 1987 | "Touch of Grey" | Adult Contemporary     | 15       |